# Историзмы и архаизмы в медицинской терминологии
Историзмы и архаизмы в медицинской терминологии — термины в медицине, которые вышли из обращения (историзм) или устарели (архаизм).
Причиной возникновения историзмов и архаизмов в медицинской терминологии является применение латыни, народные обозначение частей тела и болезней, заимствование терминов из других языков, а также обособление советской медицинской школы в отрыве от международного сообщества.

## Историзмы и архаизмы из латыни
- Miasma (Миа́зм или миа́зма) — устаревший медицинский термин, которым вплоть до конца XIX века обозначались обитающие в окружающей среде «заразительные начала», о природе которых ничего не было известно.[1]
- Influentia (инфлюэнция, инфлюэнции, инфлюэнца, инфлюэнцы) — устаревшее обозначение всех острых респираторных вирусные инфекции.[1] Пример: Asian Influenza.[2]
- Hydrops (гидропс) — архаизм, скопление жидкости в тканях тела.[1]
- Morbus sacer, morbus divinus — «падучая» болезнь, сейчас обозначается как epilepsia, morbus comitialis.[1]
- Scrophulosis (скрофулёз, царское зло) — соответствует экссудативному диатезу и наружному туберкулёзу (кожи, лимфоузлов).[1]
- Сatarrhus (Катар) — устаревшее название катарального воспаления с обильным выделением слизи или мокроты, сейчас применяются термины rhinitis, gastritis и др.[1]

## Исторические обозначения частей тела
- Власы — волосы[3]
- Лик — лицо[3]
- Вежды — веки[3]
- Чело — лоб[3]
- Око — глаз[3]
- Зеница — зрачок[3]
- Ланита — щека[3]
- Зев — рот[3]
- Уста — губы[3]
- Выя — шея[3]
- Жерло — горло
- Десница — правая рука[3]
- Шуйца — левая рука[3]
- Перст — палец[3]
- Перси — женская грудь
- Длань — ладонь[3]
- Рамена — плечи[3]
- Жилы — кровеносные сосуды[3]
- Мослы — кости[3]
- Плоть — тело[3]
- Чресла — бедра[3]
- Песь — нога[3]
- Плюсна — ранее обозначал ступню, теперь обозначает средний отдел стопы у позвоночных.[3]
- Вздох — человеческий бок; область под ребрами — «под вздохами», сейчас применяют подвздошная кишка человека, «подвздошная область».[3]

## Народные обозначения заболеваний
- Золотуха
- Кривошея — Тортиколлис.
- Барин — чирей (см. «князь»).
- Банная нечисть, банный прилеп — сыпь на теле, происходящая от заражения в банях.
- Болячки — небольшие язвы, особенно покрытые струпьями.
- Болячки гниючие — язвы на ногах.
- Болячки от лежания — пролежень.
- Болячка моровая — чумной бубон.
- Бышиха, башиха — рожа.
- Весеница — цинга.
- Волос, волосатик — язвы, сопровождающиеся омертвением клетчатки, выходящей в виде волокон, шнурков и т. п.
- Вздымание, или надмение, чрева — вздутие живота (в старинных лечебниках).
- Вихлец — понос.
- Витряной перелом — острый суставной ревматизм.
- Ворогуша — лихорадка, от слова «ворог» — враг.
- Воспа — оспа.
- Восца — зуд.
- Врек — болезнь или несчастье, приключившееся человеку или скотине от чужих слов, от недоброй похвалы.
- Вырождение пупа — пупочная грыжа.
- Гнетеница, гнетуха — лихорадка.
- Гнилицы — омертвелые язвы.
- Головник — головные боли, соединенные с гноетечением из ушей.
- Гостья — лихорадка.
- Горлянка, горнуха — горловые болезни вообще.
- Грыз — боли, имеющие рвущий, грызущий характер.
- Грудница — болезни женских грудей вообще.
- Гуньба — молочница во рту детей.
- Давушка — дифтерит.
- Добрая, добруха — лихорадка.
- Дрянь — гноетечение,
- «дрянь идет» — течет гной.
- Душу мутит, с души тянет или воротит — тошнит.
- Жажа, изгага — изжога.
- Жаба — болезни сердца.
- Жабка — ангина.
- Желуница или желтуница, желтетка, желтая немочь — желтуха.
- Жемчужная болезнь — подагра.
- Живот опустился — опущение матки.
- Жижка — прыщ на губах и языке.
- Закожник — чирей. Заметуха — понос.
- Заноготница, ногтовидица — ногтоеда.
- Захват рук — острое воспаление кожи, развивающееся на кистях рук во время жатвы, в сильную жару.
- Запорище — продолжительный запор.
- Запор водяной — задержание мочи.
- Запор нутряной или чревной — запор собственно.
- Злая корча — судорожная форма отравления спорыньей.
- Злые волосы — неправильный рост ресниц.
- Змеиный пострел — сибирская язва.
- Знобуха — лихорадка.
- Зуда, зудиха — чесотка.
- Игрец — истерия, кликушество.
- Икота — истерия, икотница — страдающая истерией.
- Кила — грыжа, а также и другие опухолевидные болезни.
- Кликуша, кликушество — истеричка, истерия.
- Князь — чирей. Например: «У него князь на затылке сел».
- Колотье — колющие боли различного происхождения.
- Короста — струп.
- Корчи — судороги.
- Корюха — корь.
- Крикливцы, криксы — различные детские болезни, сопровождаемые криками, особенно по ночам.
- Крови — маточные кровотечения.
- Кума, кумоха — лихорадка.
- Лентовик — глисты.
- Летячий огонь — рожа.
- Летячка — ветреная оспа.
- Личная нечистота — различные сыпи и пятна на лице.
- Лихой — нарыв на пальце.
- Ломотная немочь — подагра.
- Моровая язва — чума.
- Мыт — понос. При сильных поносах у людей говорят: «Его совсем смыло».
- Мясо дикое — избыточные, грибовидные грануляции.
- Нажим — твердая мозоль.
- Навья, или могильная, косточка — небольшие круглые опухоли на сухожилиях рук.
- Надсадиться, надорваться, надсада — сильно растянуть, надорвать мышцы, при поднятии тяжести.
- Намока — насморк.
- Невстаниха, нестоиха — мужское бессилие.
- Норицы — глубокие язвы на голени.
- Ночница — бессонница, с глазу или переговору (Орловская губерния).
- Нутрец — кашель с одышкой.
- Нырок — опускной, натечный нарыв.
- Обаяние — галлюцинации.
- Обкладки — дифтерит.
- Облив — сплошная сыпь на лице.
- Обнос — головокружение, «голову обносить».
- Огневица, огневая, огнева, огневка — горячка.
- Оговор — болезнь, напущенная словами, недобрыми или не в пору сказанными.
- Огонь, огники — красные пятна, преимущественно на лице.
- Озевя — порча, озывать — испортить (от слова «зев» — рот).
- Озноблины — обморожения.
- Озыл; озынить — сглаз, сглазить.
- Окорм — отравление каким-либо ядом, боль под ложечкой.
- Опор — поясничные боли.
- Опышка — одышка.
- Осуда — сглаз, осудить — сглазить.
- Оток — отек, опухоль какой-либо части тела.
- Отер — ссадины на ногах.
- Полянка — горячка.
- Пежины на теле, лягушки, матежи — темные пятна на коже.
- Переполох — испуг и болезни, от него происходящие.
- Перелог — задержание мочи (в старинных лечебниках).
- Перхать — кашлять.
- Перхуй — кашель.
- Подрожье — лихорадка (от глагола «дрожать»).
- Полежка — различные горячечные болезни.
- Порча — болезнь, насланная злым человеком, колдуном.
- Преют очи — воспаление век, сопровождающееся краснотой, припухлостью и слезотечением.
- Призор, прикос — болезни от сглаза.
- Притка — болезнь, передаваемая прикосновением (от слова «приткнуть»).
- Почесуха, почесуньки — зудящая сыпь.
- Пуп опустился — боли в животе из-за поднятия больших тяжестей, надрыв пучков брюшных мускулов.
- Пыхота — удушье.
- Развязался сустав — растяжение сустава.
- Расслабленная немочь — паралич (в старинных лечебниках).
- Расселины — трещины на коже.
- Расперица или расперстица — различные воспалительные процессы между пальцами рук и ног.
- Рватва — рвущая боль.
- Родимец — судорожные припадки у детей.
- Садно — ссадина.
- Свербеж, свербота, свербячка, свороба — зуд, чесотка.
- Сглаз — болезни, происходящие от действия дурного, злого глаза.
- Сибирка — сибирская язва.
- Собачья немочь или собачья старость — сильное изнурение у детей, при котором лицо их принимает старческий вид.
- Спящая немочь — летаргия.
- Стрелы — стреляющие боли.
- Студеница, студенка — лихорадка.
- Сухие крылья — упорные боли в груди. Объясняют в народе тем, что на спине, в «нутро», в «мясо» растут такие крылья, которые причиняют боли. Их обламывают, для чего больного кладут на брюхо и лекарка начинает двумя пальцами щупать кожу пониже лопаток и по всей спине, стараясь каждый раз защипнуть. Операция повторяется несколько дней с промежутками, вследствие чего вся кожа покрывается кровоподтеками. Многие крестьяне, испытавшие этот способ лечения, уверяли этнографов, что он излечивает всякую боль в груди.
- Сучье вымя — множественные чирьи в подмышке.
- Татарская оспа — сифилис.
- Типун — болезненные нарывы на языке.
- Туск — помутнение роговицы.
- Удушье — различные болезни легких, сопровождающиеся затрудненным дыханием.
- Уроки, съурочить — с завистью похвалить что-либо, пожелать чего-либо.
- Усов, у совье, у совья — колотье в спине.
- Утин — боль в пояснице.
- Холодячка — чахотка.
- Худая боль, дурная, французская болезнь — сифилис.
- Худоба, сухотка — истощение.
- Цимер головной — мигрень.
- Чересленицы — различные боли в животе.
- Черная немочь, падучая болезнь, падучка — эпилепсия.
- Черная смерть, моровая язва — чума.
- Чижи — кондиломы. Например: «У него чижи, — петь не поют, а спать не дают».
- Шат — обморок, головокружение (от глагола «шатать»).
- Щемота — щемящие боли.
- Щетинки — волосы на спине новорожденных, которые своим присутствием вызывают зуд, отчего сон детей становится беспокойным.
- Щипица — бородавка.
- Щипота — щиплющие боли.[4]

## Заимствованные и неэтичные устаревшие термины
- Кретинизм (от фр. crétin) — устаревшее обозначение современного понятия синдрома врождённой йодной недостаточности[5]
- Идиотизм (также идиот) — вышедшее из современного медицинского оборота обозначение наиболее тяжёлой степени умственной отсталости.[5]
- Олигофрения[5]
- Дебильность[5]
- Имбецильность[5]

## Историзмы и архаизмы в советско-российской медицинской школе
- Вегетососудистая дистония[6]
- Эрозия шейки матки[6]
- Дисбактериоз (дисбиоз)[6]
- Остеохондроз позвоночника и «отложение солей»[6]
- Авитаминоз и иммунодефицит[6]